# Via delle Oche (romanzo)
Via delle Oche è un romanzo scritto da Carlo Lucarelli nel 1996. È il terzo libro di una serie con protagonista il commissario De Luca, proposta nel 2008 in versione televisiva.

## Trama

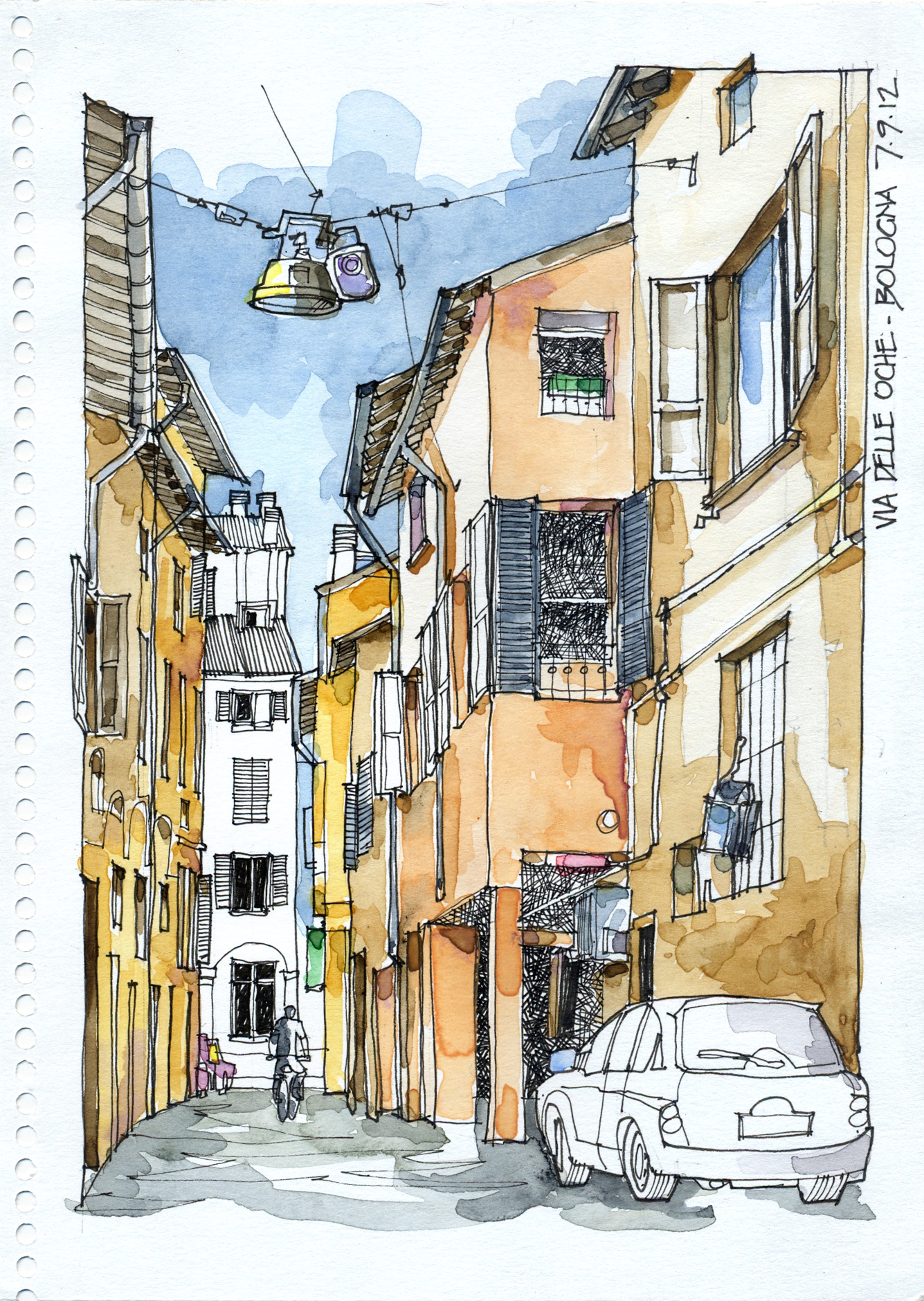
Via delle Oche (2012)

Il romanzo è ambientato tre anni dopo la fine della seconda guerra mondiale; il commissario De Luca è stato reintegrato nella polizia dopo essere riuscito ad evitare la vendetta dei partigiani che lo avevano incluso tra gli aguzzini della sezione speciale di polizia politica (la famigerata Legione Autonoma Mobile Ettore Muti) da eliminare.
De Luca ha iniziato così una "seconda gavetta", l'opportunità di un vero reintegro in polizia si presenta durante la campagna elettorale del 1948; la sede è Bologna dove il commissario farà parte della Buoncostume... non un granché per lui che era stato definito il miglior investigatore della polizia italiana.
Partendo dalla strana morte di un buttafuori da bordello e dall'omicidio di un fotografo tesserato del Partito Comunista Italiano, De Luca riesce a ricostruire una vicenda che ha avuto inizio nella casa di tolleranza di Via delle Oche. Non avendo autorità sulle indagini, De Luca dovrà subire le imposizioni di "poteri superiori" ed insabbiare la scomoda verità in un momento di grande incertezza politica.

## Telefilm
Nel 2008 dal libro è stato tratto un episodio della miniserie televisiva Il commissario De Luca, con attore protagonista Alessandro Preziosi.

## Edizioni
- Carlo Lucarelli, Via delle Oche, Sellerio, ISBN 88-389-1259-9.